# Kungsbacka stad
Denna artikel handlar om den tidigare kommunen Kungsbacka stad. För orten se Kungsbacka, för dagens kommun, se Kungsbacka kommun.
Kungsbacka stad var en stad och kommun i Hallands län.

## Administrativ historik
Det är oklart när Kungsbacka fick sina stadsprivilegier, men det första nedtecknade dokumentet som beskriver Kungsbacka som stad är daterat till den 13 december 1408. I början av 1500-talet drogs stadsprivilegierna in av kung Hans i syfte att samla handeln till Halmstads stad. Kungsbacka fick dock tillbaka sina stadsprivilegier redan 1582.
Staden blev en egen kommun, enligt Förordning om kommunalstyrelse i stad (SFS 1862:14) från och med den 1 januari 1863, då Sveriges kommunsystem infördes. 
Stadens territorium ändrades flera gånger (årtal avser den 1 januari det året om inget annat anges):
- 1940 - Enligt beslut den 27 januari 1939 inkorporerades i staden från Tölö landskommun ett område av kyrkohemmanet Tölö nr:8, omfattande en areal av 0,0005 km².[2]
- 1944 - Enligt beslut den 26 februari 1943 överfördes till staden från Tölö landskommun del av Varla by samt fastigheten Skansen, omfattande en areal av 0,51 km², varav 0,50 km².[3]
- 1954 - Ett område med 24 invånare och omfattande en areal av 0,653 km², varav 0,649 km², överfördes till staden från Tölö landskommun och Tölö församling. Dessutom överfördes till staden från Fjärås landskommun och Hanhals församling ett område med 300 invånare och omfattande en areal av 2,18 km², varav 2,17 km² land.[4]
- 1969 - Tölö landskommun inkorporerades i Kungsbacka stad.

Den 1 januari 1971 gick staden upp i den då nybildade Kungsbacka kommun.

### Judiciell tillhörighet
Egen jurisdiktion hade Kungsbacka stad fram till den 1 januari 1935 (enligt beslut den 26 oktober 1934), då stadens rådhusrätt och magistrat drogs in och staden ingick därefter i Hallands norra domsaga; till 1948 i Fjäre tingslag, från 1948 i Hallands norra domsagas tingslag.

### Kyrklig tillhörighet
I kyrkligt hänseende har Kungsbacka stad alltid hört till Kungsbacka församling. 1969 tillkom Tölö församling och Älvsåkers församling.

### Sockenkod
För registrerade fornfynd med mera så återfinns staden inom ett område definierat av sockenkod 1469 som motsvarar den omfattning staden hade kring 1950.

## Stadsvapnet
Blasonering: I blått fält en kvinnlig helgonfigur av silver, hållande i höger hand en stav och i vänster en kalk, båda av guld.
Bilden kommer från ett sigill från 1580-talet. Då kyrkan i staden var helgad åt S:ta Gertrud har det antagits att bilden föreställer detta helgon, även om attributen inte riktigt stämmer. Dessa behölls dock vid fastställelsen år 1948. Efter kommunbildningen 1971-74 registrerades vapnet för den nya kommunen. 

## Geografi
Kungsbacka stad omfattade den 1 januari 1952 en areal av 2,16 km², varav 2,11 km² land.

### Tätorter i staden 1960
I Kungsbacka stad fanns del av tätorten Kungsbackaa, som hade 4 778 invånare i staden den 1 november 1960. Tätortsgraden i staden var då 95,9 procent.

## Befolkningsutveckling
| Befolkningsutvecklingen i Kungsbacka stad 1750–1990                                                     | Befolkningsutvecklingen i Kungsbacka stad 1750–1990 | Befolkningsutvecklingen i Kungsbacka stad 1750–1990 | Befolkningsutvecklingen i Kungsbacka stad 1750–1990 | Befolkningsutvecklingen i Kungsbacka stad 1750–1990 |
| --- | --------------------------------------------------- | --------------------------------------------------- | --------------------------------------------------- | --------------------------------------------------- |
| |                                                     |                                                     |                                                     |                                                     |
| År |                                                     |                                                     | Folkmängd                                           |                                                     |
| 1750 | 1750                                                |                                                     | 307                                                 |                                                     |
| 1760 | 1760                                                |                                                     | 352                                                 |                                                     |
| 1769 | 1769                                                |                                                     | 355                                                 |                                                     |
| 1780 | 1780                                                |                                                     | 327                                                 |                                                     |
| 1790 | 1790                                                |                                                     | 340                                                 |                                                     |
| 1800 | 1800                                                |                                                     | 342                                                 |                                                     |
| 1810 | 1810                                                |                                                     | 347                                                 |                                                     |
| 1820 | 1820                                                |                                                     | 439                                                 |                                                     |
| 1830 | 1830                                                |                                                     | 456                                                 |                                                     |
| 1840 | 1840                                                |                                                     | 473                                                 |                                                     |
| 1850 | 1850                                                |                                                     | 577                                                 |                                                     |
| 1860 | 1860                                                |                                                     | 539                                                 |                                                     |
| 1870 | 1870                                                |                                                     | 575                                                 |                                                     |
| 1880 | 1880                                                |                                                     | 620                                                 |                                                     |
| 1890 | 1890                                                |                                                     | 771                                                 |                                                     |
| 1900 | 1900                                                |                                                     | 961                                                 |                                                     |
| 1910 | 1910                                                |                                                     | 1 120                                               |                                                     |
| 1920 | 1920                                                |                                                     | 1 372                                               |                                                     |
| 1930 | 1930                                                |                                                     | 2 017                                               |                                                     |
| 1940 | 1940                                                |                                                     | 2 374                                               |                                                     |
| 1950 | 1950                                                |                                                     | 2 983                                               |                                                     |
| 1960 | 1960                                                |                                                     | 4 982                                               |                                                     |
| 1970 | 1970                                                |                                                     | 9 251                                               |                                                     |
| 1980 | 1980                                                |                                                     | 8 832                                               |                                                     |
| 1990 | 1990                                                |                                                     | 8 159                                               |                                                     |
| Anm: Källor: Umeå universitet - Tabellverket 1749-1859, Demografiska databasen, CEDAR, Umeå universitet |                                                     |                                                     |                                                     |                                                     |

## Politik

### Mandatfördelning i valen 1919-1968
| 6 | 4 | 10 |

| 19 |

| 6 | 3 | 11 |

| 19 |

| 5 | 2 | 13 |

| 19 |

| 7 | 2 | 11 |

| 19 |

| 8 | 12 |

| 19 |

| 6 | 1 | 1 | 2 | 1 | 9 |

| 18 |

| 7 | 4 | 9 |

| 19 |

| 9 | 1 | 1 | 9 |

| 19 |

| 8 | 2 | 10 |

| 18 |

| 8 | 5 | 7 |

| 18 |

| 11 | 7 | 7 |

| 21 | 4 |

| 10 | 2 | 5 | 8 |

| 22 |

| 12 |  | 6 | 6 |

| 21 | 4 |

| 10 | 2 | 7 | 6 |

| 21 | 4 |

| 14 | 6 | 8 | 7 |

| 30 | 5 |